# Haliclona primitiva
Haliclona primitiva är en svampdjursart som först beskrevs av William Lundbeck 1902.  Haliclona primitiva ingår i släktet Haliclona och familjen Chalinidae. Inga underarter finns listade i Catalogue of Life.